# Liste der Staatsoberhäupter von Ungarn
Dies ist eine Liste der Staatsoberhäupter von Ungarn seit 1918.
| Mihály Károlyi               | 16. November 1918 | 21. März 1919     | Staatspräsident Ungarische Demokratische Republik                     |
| Sándor Garbai                | 21. März 1919     | 1. August 1919    | Vorsitzender des Zentralen Exekutivkomitees Ungarische Sowjetrepublik |
| Gyula Peidl                  | 1. August 1919    | 6. August 1919    | Vorsitzender des Zentralen Exekutivkomitees Ungarische Volksrepublik  |
| Joseph August von Österreich | 6. August 1919    | 23. August 1919   | Reichsverweser Ungarn                                                 |
| István Friedrich             | 23. August 1919   | 24. November 1919 | amtierendes Staatsoberhaupt Ungarn                                    |
| Károly Huszár                | 24. November 1919 | 1. März 1920      | amtierendes Staatsoberhaupt Ungarn                                    |
| Miklós Horthy                | 1. März 1920      | 15. Oktober 1944  | Reichsverweser Königreich Ungarn                                      |
| Ferenc Szálasi               | 16. Oktober 1944  | 28. März 1945     | Führer der Nation Ungarischer Staat                                   |
| Béla Miklós                  | 21. Dezember 1944 | 15. November 1945 | amtierendes Staatsoberhaupt Königreich Ungarn                         |
| Zoltán Tildy                 | 15. November 1945 | 1. Februar 1946   | amtierendes Staatsoberhaupt Königreich Ungarn                         |
| Zoltán Tildy                 | 1. Februar 1946   | 2. August 1948    | Staatspräsident Republik Ungarn                                       |
| Árpád Szakasits              | 2. August 1948    | 23. August 1949   | Staatspräsident Republik Ungarn                                       |
| Árpád Szakasits              | 23. August 1949   | 26. April 1950    | Vorsitzender des Präsidialrates Volksrepublik Ungarn                  |
| Sándor Rónai                 | 26. April 1950    | 14. August 1952   | Vorsitzender des Präsidialrates Volksrepublik Ungarn                  |
| István Dobi                  | 14. August 1952   | 13. April 1967    | Vorsitzender des Präsidialrates Volksrepublik Ungarn                  |
| Pál Losonczi                 | 13. April 1967    | 25. Juni 1987     | Vorsitzender des Präsidialrates Volksrepublik Ungarn                  |
| Károly Németh                | 25. Juni 1987     | 29. Juni 1988     | Vorsitzender des Präsidialrates Volksrepublik Ungarn                  |
| Brúnó Straub                 | 29. Juni 1988     | 23. Oktober 1989  | Vorsitzender des Präsidialrates Volksrepublik Ungarn                  |
| Mátyás Szűrös                | 23. Oktober 1989  | 2. Mai 1990       | Staatspräsident Republik Ungarn                                       |
| Árpád Göncz                  | 2. Mai 1990       | 4. August 2000    | Staatspräsident Republik Ungarn                                       |
| Ferenc Mádl                  | 4. August 2000    | 5. August 2005    | Staatspräsident Republik Ungarn                                       |
| László Sólyom                | 5. August 2005    | 5. August 2010    | Staatspräsident Republik Ungarn                                       |
| Pál Schmitt                  | 6. August 2010    | 2. April 2012     | Staatspräsident Republik Ungarn                                       |
| László Kövér (1)             | 2. April 2012     | 2. Mai 2012       | kommissarischer Staatspräsident Republik Ungarn                       |
| János Áder                   | 2. Mai 2012       | 10. Mai 2022      | Staatspräsident Ungarn                                                |
| Katalin Novák                | 10. Mai 2022      | 26. Februar 2024  | Staatspräsidentin Ungarn                                              |
| László Kövér (2)             | 26. Februar 2024  | 5. März 2024      | kommissarischer Staatspräsident Ungarn                                |
| Tamás Sulyok                 | 5. März 2024      | amtierend         | Staatspräsident Ungarn                                                |